# Brachicheta strigata
Brachicheta strigata là một loài ruồi trong họ Tachinidae.